# Nicola Caricola
Nicola Caricola (Bari, 13 febbraio 1963) è un ex calciatore italiano, di ruolo difensore.
È noto anche come Caricola II poiché anche suo fratello maggiore Carmine è stato calciatore professionista.

## Carriera
Cresciuto nel Bari, con cui giocò dal 1981 al 1983 in Serie B, fu chiamato in nazionale under 21, con cui esordì il 6 ottobre 1982 contro l'Austria, giocando poi in totale 10 partite con gli azzurrini.
Passò ventenne alla Juventus, con cui rimase fino al 1987, vincendo due scudetti. In maglia bianconera fece il suo esordio in Serie A l'11 settembre 1983, nella goleada interna contro l'Ascoli (7-0). In Piemonte vinse anche la Coppa delle Coppe UEFA e la Supercoppa UEFA nel 1984, e quindi la Coppa dei Campioni e la Coppa Intercontinentale del 1985.
Successivamente si trasferì al Genoa dove rimase fino al 1995 (eccezion fatta per un intermezzo di pochi mesi al Torino), giocando anche la Coppa UEFA.
Emigrò nel 1996 negli Stati Uniti d'America insieme a Roberto Donadoni, con cui giocò nei N.Y./N.J. MetroStars, prima di ritirarsi nel 1997.

## Palmarès

### Club

#### Competizioni nazionali
- Campionato italiano: 2

Juventus: 1983-1984, 1985-1986
- Campionato italiano di Serie B: 1

Genoa: 1988-1989

#### Competizioni internazionali
- Coppa delle Coppe: 1

Juventus: 1983-1984
- Supercoppa UEFA: 1

Juventus: 1984
- Coppa dei Campioni: 1

Juventus: 1984-1985
- Coppa Intercontinentale: 1

Juventus: 1985